# Campeonato Catarinense de Beach Soccer
O Campeonato Catarinense de Beach Soccer é a principal competição catarinense de futebol de areia, disputada anualmente entre vários clubes do estado. É organizada pela Federação Catarinense de Beach Soccer.

## História
O primeiro Campeonato Catarinense de Beach Soccer foi disputado entre os dias 14 e 22 de janeiro de 2012, sendo organizado pela Federação Catarinense de Beach Soccer que havia sido fundada um ano e meio antes.
O primeiro vencedor da competição foi o Avaí Beach Soccer de Florianópolis, tendo o Barrense da mesma cidade como vice.

## Forma de disputa
A competição é disputada em 3 fases, de acordo com a forma abaixo especificada:
1ª Fase – Classificatória
2ª Fase – Semifinal
3ª Fase – Final
Na primeira fase, as oito equipes participantes são divididas em dois grupos de quatro, e jogam dentro do grupo em turno único.
Classificam-se para a 2ª Fase da competição, os dois primeiros colocados de cada grupo na 1ª fase, aplicando-se os critérios de desempates quando necessário.
2ª Fase – Semifinal
A segunda fase (semifinal), é disputada em jogo único definido da seguinte forma:
Jogo 1 - 1º colocado do Grupo A x 2º colocado do Grupo B
Jogo 2 - 1º colocado do Grupo B x 2º colocado do Grupo A
3ª Fase – Final
Nesta fase os vencedores das semifinais fazem a final em um jogo único, enquanto que os perdedores disputam o 3º lugar. O vencedor desta fase (final), é declarado o campeão da competição.
Em qualquer fase da competição, se o jogo terminar empatado no tempo regulamentar, é disputada uma prorrogação de 3 minutos. Caso o placar se mantenha empatado após a prorrogação, são cobrados pênaltis da marca imaginária. O time que obtiver um gol de vantagem sobre o outro com o mesmo número de pênaltis cobrados, é declarado o vencedor.

## Campeões
| Ed. | Ano              | Sede                               | Campeão   | Vice-campeão | Terceiro lugar | Quarto lugar |
| --- | ---------------- | ---------------------------------- | --------- | ------------ | -------------- | ------------ |
| 1ª  | 2011–12 Detalhes | Barra da Lagoa Florianópolis       | Avaí      | Barrense     | Capicuys       | Limeira      |
| 2ª  | 2012–13 Detalhes | Arena Fair Play Florianópolis      | Joinville | Avaí         | Marítimo       | Beira Mar    |
| 3ª  | 2013–14 Detalhes |                                    |           |              |                |              |
| 4ª  | 2014–15 Detalhes |                                    |           |              |                |              |
| 5ª  | 2015–16 Detalhes |                                    |           |              |                |              |
| 6ª  | 2016–17 Detalhes |                                    |           |              |                |              |
| 7ª  | 2017–18 Detalhes | Arena Enseada São Francisco do Sul | Joinville | Enseada      |                |              |
| 8ª  | 2017–19 Detalhes | Barra Velha                        | Joinville | Barrense     | Marítimo       | Beira Mar    |

## Títulos por equipe
| Equipe    | Títulos                       | Vice                 |
| --------- | ----------------------------- | -------------------- |
| Avaí      | 1 (2011-12)                   | 1 (2012-13)          |
| Joinville | 3 (2012-13, 2017-18, 2018-19) | 0                    |
| Barrense  | 0                             | 2 (2011-12, 2018-19) |

## Títulos por cidade
| Cidade               | Títulos                       | Vice                                   |
| -------------------- | ----------------------------- | -------------------------------------- |
| Florianópolis        | 1 (2011-12)                   | 4 (2011-12, 2012-13, 2017-18, 2018-19) |
| Joinville            | 3 (2012-13, 2017-18, 2018-19) | 0                                      |
| São Francisco do Sul | 0                             | 1 (2017-18)                            |